# 大坝河 (青川)
大坝河位于中华人民共和国四川省青川县，是青川河（乔庄河）右岸支流，发源于青川北部蒿溪回族乡境内海拔1603米的吴家岭和1965米的四道门南麓，自西向东流至马尿水以北转南流，经光辉村、大坝乡，于大屋村转东北流，经黄坪乡河口村、群乐村，于乡治以南汇入青川河。河流长22.6公里，河床比降1.4%，流域面积138.2平方公里，多年河口平均流量1.99立方米/秒。